# Lukáš Klimek
Lukáš Klimek (ur. 14 listopada 1986 w Ostrawie) – czeski hokeista, reprezentant Czech.

## Kariera
- HC Vítkovice (do 2002)
- HC Sareza Ostrava (2002-2005)
- Indiana Ice (2005-2006)
- HC Vítkovice Steel (2006-2013)
- Sparta Praga (2013-)

Lukáš Klímek urodził się w 1986 roku w kraju morawsko-śląskim. Karierę sportową rozpoczął w drużynie juniorów klubu hokejowego HC Vítkovice, następnie był od 2003 do 2004 członkiem drużyny juniorów U 18 i U 20 klubu HC Sareza Ostrava. Od początku 2005 do 2006 pozostał w tym klubie. W 2004 roku drużyna hokejowa HC Sareza Ostrava zakwalifikowała się do 1. ligi czeskiej w hokeju na lodzie, w której grała jako HC Poruba do 2009 roku.
W okresie 2005–2006 Lukáš Klímek grał w Indianapolis na kontrakcie w Stanach Zjednoczonych w klubie hokejowm Indiana Ice, który należał do ligi USHL.
Po powrocie do Europy Lukáš Klímek podpisał w 2006 roku kontrakt z klubem HC Vítkovice Steel, należącym do czeskiej ekstraligi w hokeju na lodzie. Od maja 2013 gra jako napastnik z numerem 61 w drużynie hokejowej Sparty Praga; klubie czeskiej ekstraligi.